# كبح عبوري
في مجال علم الأحياء الجزيئي، يعد الكبح العبوري عبارة عن عملية يقوم فيها أحد البروتينات بقمع (أي يمنع) نشاط بروتين ثانٍ من خلال التفاعل بين البروتين والبروتين. بما أن هذا القمع يحدث بين جزيئين بروتينين مختلفين (بين الجزيئات)، فإنه يشار إليه باسم عملية عبر المفعول.
عادة ما يكون البروتين الذي يتم تثبيته هو عامل نسخ وظيفته زيادة تنظيم (أي زيادة) معدل النسخ الجيني. ومن هنا جاءت النتيجة الصافية لخفض الكبح لخفض تنظيم النسخ الجيني.
مثال على إعادة الكبح هو قدرة مستقبلات الكورتيزون على تثبيط نشاط تعزيز النسخ لعوامل النسخ عامل نووي معزز لسلسلة كابا الخفيفة في الخلايا البائية النشطة وتنشيط البروتين -1. بالإضافة إلى المعاملات، يعد الكبح ماضًا مسارًا مهمًا للآثار المضادة للالتهابات للجلوكوكورتيكويد. وقد ثبت أن المستقبلات النووية الأخرى مثل مستقبلات بيروكسيسوم المنشط ومستقبل الكبد اكس لديها القدرة على إعادة كبح نشاط البروتينات الأخرى.